# Massimiliano Iezza
Massimiliano Iezza (ur. 21 lipca 1974 r.) – włoski narciarz, specjalista narciarstwa dowolnego. Najlepszy wynik na mistrzostwach świata osiągnął podczas mistrzostw w Madonna di Campiglio, gdzie zajął 20. miejsce w skicrossie. Nie startował na igrzyskach olimpijskich. Najlepsze wyniki w Pucharze Świata osiągnął w sezonie 2002/2003, kiedy to zajął 14. miejsce w klasyfikacji generalnej.

## Sukcesy

### Mistrzostwa Świata
| Miejsce | Dzień    | Rok  | Miejscowość          | Konkurencja | Zwycięzca    |
| ------- | -------- | ---- | -------------------- | ----------- | ------------ |
| 24.     | 18 marca | 2005 | Ruka                 | Skicross    | Tomáš Kraus  |
| 20.     | 6 marca  | 2007 | Madonna di Campiglio | Skicross    | Tomáš Kraus  |
| 25.     | 2 marca  | 2009 | Inawashiro           | Skicross    | Andreas Matt |

#### Miejsca w klasyfikacji generalnej
- 2001/2002 – 37.
- 2002/2003 – 14.
- 2003/2004 – 27.
- 2004/2005 – 101.
- 2005/2006 – 36.
- 2006/2007 – 42.
- 2007/2008 – 71.
- 2008/2009 – 177.
- 2009/2010 – 163.

#### Miejsca na podium
1. Naeba – 21 lutego 2004 (Skicross) – 2. miejsce
2. Les Contamines – 14 stycznia 2006 (Skicross) – 2. miejsce

- W sumie 2 drugie miejsca.